# Jindřiš
Jindřiš (německy Heinrichschlag) je vesnice, část obce Rodvínov v okrese Jindřichův Hradec v Jihočeském kraji. Nachází se asi tři kilometry východně od Jindřichova Hradce, v údolí Hamerského potoka. Je zde evidováno 94 adres. V roce 2011 zde trvale žilo 190 obyvatel. V obci se nalézá železniční zastávka Jindřichohradecké úzkokolejné dráhy.
Jindřiš je také název katastrálního území o rozloze 5,68 km².

## Historie
První písemná zmínka o vesnici pochází z roku 1654. Profous 1654, gruntovní kniha, důchodenské účty 1564, Lang 1285 rybní účty. Pak je ještě archivářem Teplým prokazatelně doloženo datum 13. března 1486, kdy Jindřich z Hradce směnil rybník na Kanclově za potok mezi Blažejovem a Jindřiší s hradeckým farářem Eliášem.
Založení místa souvisí s kolonizací krajiny ve 13. století. Pány z Hradce byl přizván Řád německých rytířů. Ti měli obrovské zkušenosti s budováním osad, rybníků, kultivováním krajiny, ale i s péčí o chudé a nemocné. Centrem hospodářství byl Vítkův hrádek (Pippenhausl). Poplužní dvůr stával ve Dvorečku. Hrádek sloužil i k obraně brodu v Jindřiši. Místní název Am Hof by mohl zároveň napovídat, že i tady rytíři drželi nějaké hospodářství. První osadníci přišli do Jindřiše patrně ze Švábska nebo Durynska. Řádoví bratři obdrželi mimo Vítkova hrádku a vesnic k němu patřících (Dvoreček, Blažejov, Mutyněves, Hospříz, Malý Ratmírov atd.) také újezd děbolínský a strmilovský.
Na statku č.13 žil selský vůdce Gregor Tröscher (1731–1805), který vedl sedláky v odporu proti nadměrné robotě a nedodržování císařských nařízení na jindřichohradeckém panství. K jindřichohradeckému panství patřila Jindřiš až do roku 1884.
Na počátku dvacátého století zde maloval svoje obrazy český malíř Herbert Masaryk.
V roce 1921 zde stálo 44 domů a žilo 257 obyvatel, z toho 42 Čechů a 210 Němců. V roce 1930 zde žilo 240 obyvatel. V letech 1938 až 1945 byla ves v důsledku uzavření Mnichovské dohody přičleněna k nacistickému Německu.

## Obyvatelstvo
| Rok            | 1869 | 1880 | 1890 | 1900 | 1910 | 1921 | 1930 | 1950 | 1961 | 1970 | 1980 | 1991 | 2001 | 2011 | 2021 |
| -------------- | ---- | ---- | ---- | ---- | ---- | ---- | ---- | ---- | ---- | ---- | ---- | ---- | ---- | ---- | ---- |
| Počet obyvatel | 289  | 274  | 264  | 260  | 271  | 257  | 240  | 149  | 150  | 145  | 126  | 109  | 119  | 190  | 255  |
| Počet domů     | 57   | 57   | 52   | 46   | 44   | 44   | 45   | 35   | 32   | 33   | 32   | 36   | 46   | 64   | 92   |

## Obecní správa
Při sčítání lidu v letech 1850–1963 Jindřiš byl samostatnou obcí v okrese Jindřichův Hradec. Od roku 1964 je částí obce Rodvínov v okrese Jindřichův Hradec.

## Pamětihodnosti
- barokní most z 18. století se sochou Jana Nepomuckého
- pseudogotická kaple z roku 1894 zasvěcená Nanebevzetí Panny Marie.
- smírčí kříž z 16. století